# Valongo (Avis)
Valongo is een plaats (freguesia) in de Portugese gemeente Avis en telt 321 inwoners (2001).